# عبد الله بن عبد الله بن ثنيان آل سعود
عبد الله بن عبد الله بن ثنيان آل سعود (ولد يوليو 1843) كان عضوا من أسرة آل ثنيان من آل سعود. كان هذا فرعًا من سلالة آل سعود التي أقامت في تركيا. عبد الله هو والد أحمد بن عبد الله الثنيان مستشار الملك عبد العزيز آل سعود ملك السعودية، وجَدّ عفت بنت محمد بن سعود الثنيان آل سعود زوجة الملك فيصل بن عبد العزيز.

## حياة
كان والده، عبد الله بن ثنيان بن إبراهيم آل سعود، الأمير الخامس للدولة السعودية الثانية من 1841 إلى 1843. في عام 1843 أطاح به ابن عمه فيصل بن تركي وسجنه في قصر المصمك، حيث توفي عبد الله بن ثنيان في يوليو من تلك السنة. ولد أحد أبنائه في نفس اليوم الذي مات فيه، ولذلك سمي عبد الله على اسم والده.
في عام 1879 توجه عبد الله بن عبد الله إلى القسطنطينية على أمل السيطرة على منطقة في واحة الأحساء كانت قد استولى عليها العثمانيون من أقاربه من آل سعود. رحل نحو القسطنطينية، وسعى إلى دعم السلطات البريطانية في دمشق والقاهرة وأماكن أخرى، لكنه لم يحصل على الدعم المَأْمول. لا يعرف الكثير عن عبد الله بعد أن وصل القسطنطينية في أغسطس عام 1880، حيث أصبح يعرف باسم "عبد الله باشا".

## الأسرة
أثناء تواجده في القسطنطينية، تزوج عبد الله من امرأة شركسية تُدعى تعزروه وأنجبا منها أربعة، هم: محمد سعود والتوأم أحمد الثنيان والجوهرة وسليمان. كما أنجب ولدان من زواج ثان هما عبد الرحمن وعبد القادر.
أصبح محمد ابن عبد الله طبيباً في الجيش العثماني ووالد الملكة عفت زوجة الملك فيصل. ومن أبنائه، أحمد، الذي كان مستشارًا للملك عبد العزيز.